# Хярґас-Нур
Хярґас-Нур (монг. Хяргас нуур) — безстічне солоне озеро в Західній Монголії, в Улоговині Великих Озер, на висоті 1028 м.н.р.м.
Воно є частиною групи озер, які були в складі великого доісторичного озера, яке 5 000 років тому розпалося на кілька озер, через посушливість клімату. З'єднано протокою з озером Айраг-Нур. Береги низькі, переважно пустельні.
Окремі джерела використовують дещо інші дані про озеро, ніж наведені у картці праворуч:
- висота дзеркала озера: 1 035,29 м.н.р.м.
- поверхня: 1 481,1 км²
- середня глибина: 50,7 м
- об'єм води: 75,2 км³.

| Поверхневий дебет | Поверхневий дебет | Поверхневий кредит | Поверхневий кредит | Підземні води притік- витік | Проточність, років |
| Атмосферні опади  | Притік            | Випаровування      | Витік              | Підземні води притік- витік | Проточність, років |
| ----------------- | ----------------- | ------------------ | ------------------ | --------------------------- | ------------------ |
| 55,9              | 652,4             | 937,1              | 0                  | +228,8                      | 54,2               |

Озеро та оточення входять до Національного парку озера Хярґас. Парк був створений 2000 року, має площу бл. 3 328 км² та включає прісноводне Айраг-Нур.